# 산가리아
일본 산가리아 베버리지 컴퍼니(일본어: 日本サンガリアベバレッジカンパニー 니혼산가리아베바렛지칸파니[*]), 간단히 산가리아(サンガリア)는 재일동포가 세운 일본의 음료 제조사다.